# 界河戰鬥 (北洋政府時期)
界河戰鬥發生於1928年4月16日－19日，交戰地點則是在中國魯南滕縣，是中華民國北洋政府時期的戰鬥之一。界河戰鬥的交戰雙方，一方為國民革命軍一軍二師，另一方北洋十軍吳奠卿所轄軍隊。

## 參看
- 中華民國北洋政府時期內戰戰鬥列表